# Nephelometrie
Die Nephelometrie (von griechisch νέφος nephos ‚Wolke‘ und μέτρον métron ‚Maß‘), oder Tyndallometrie, ist ein optisches Analyseverfahren, mit dem sich über die quantitative Konzentration feinverteilter, kolloidaler Teilchen in Flüssigkeiten oder Gasen die Trübung bestimmen lässt. Das zur Analyse verwendete Gerät zur Erstellung eines Nephelogramms ist ein Nephelometer, das Ergebnis wird in Nephelometric Turbidity Units (NTU) (englisch für nephelometrische Trübungseinheiten) angegeben.
Wird eine Suspension kleiner Partikel in einen Lichtstrahl gebracht, so wird ein Teil des Lichtes seitlich zum eintretenden Strahl gestreut (die seitliche Streuung basiert auf dem Tyndall-Effekt). Das entstehende Streulicht wird aufgefangen und über ein Linsensystem auf einen Photodetektor gelenkt. Die Messung des Photodetektors (Nephelometer) ist direkt proportional der Lichtintensität.
Bei der Nephelometrie wird das seitlich austretende Streulicht gemessen, bei der verwandten Methode der Turbidimetrie dagegen die streuungsbedingte Verringerung der Intensität des durch die Flüssigkeit hindurchgehenden Lichtstrahls. Letzteres ist aber nicht mit der Photometrie zu verwechseln, bei der Absorptionsvorgänge verantwortlich sind. Sowohl die Nephelometrie als auch die Turbidimetrie werden beispielsweise für die Quantifizierung immunologisch bestimmbarer Serumkomponenten (mittels Antigen-Antikörper-Reaktionen) verwendet.